# Bernhard Hermann (Journalist)

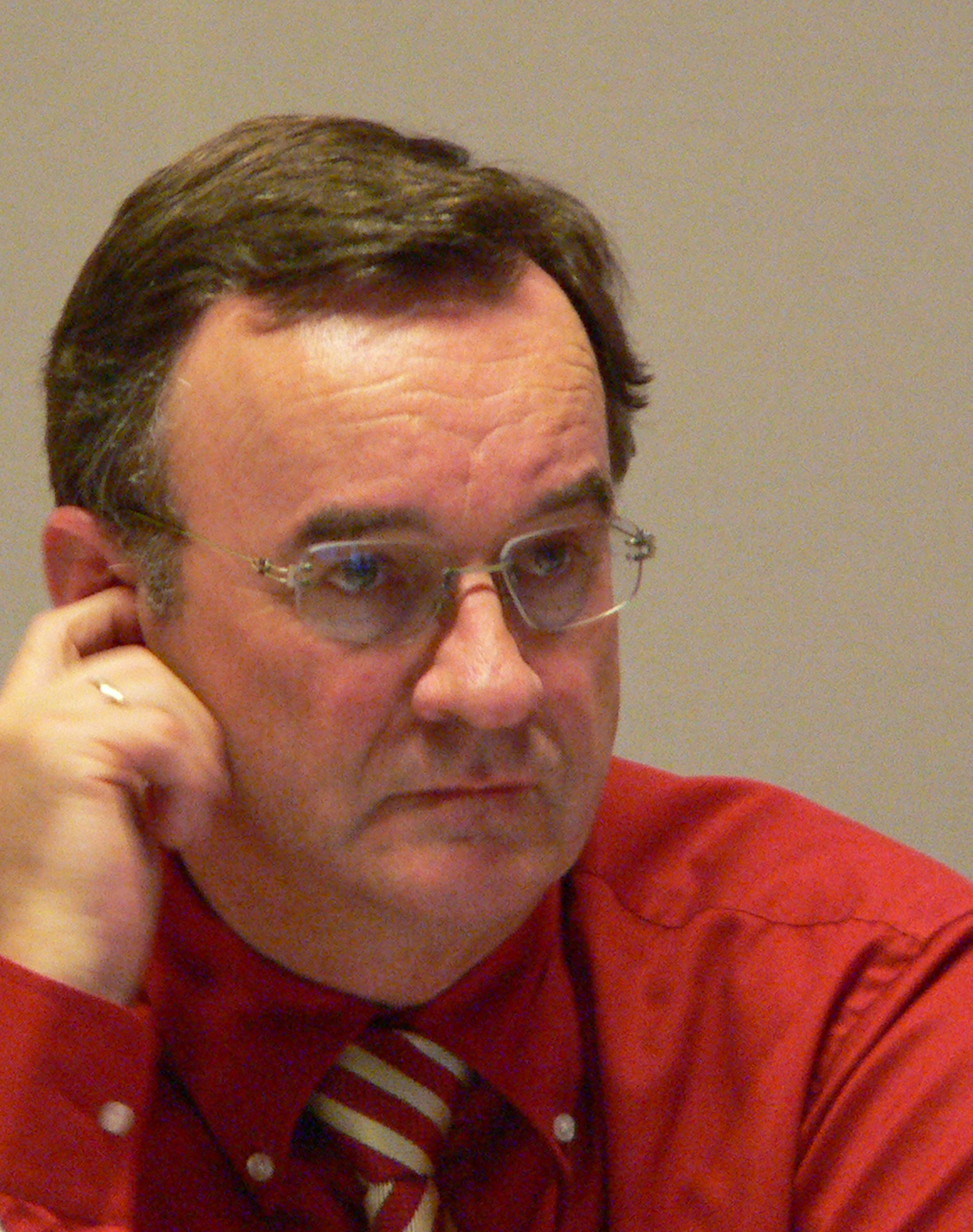
Bernhard Hermann im Jahre 2006

Bernhard Hermann (* 11. Juli 1949 in Ellwangen) ist ein deutscher Hörfunk- und Fernsehjournalist.

## Leben
Hermann studierte von 1969 bis 1974 katholische Theologie und Germanistik in Tübingen und schloss als Diplom-Theologe ab. Neben dem Studium hospitierte er beim Süddeutschen Rundfunk (SDR) in Stuttgart und bei Lokalredaktion Ellwangen der Schwäbischen Zeitung. Hermann ist verheiratet mit der Fernsehjournalistin Gisela Mahlmann-Hermann und hat drei Söhne.

## Karriere
In den Jahren 1972 bis 1976 war Hermann freier Mitarbeiter beim Südwestfunk-Landesstudio Tübingen und beim Süddeutschen Rundfunk in Stuttgart (Hörfunk), bevor er für zwei Jahre als Redakteur und Reporter beim Südwestfunk Baden-Baden, Abteilung Politik und Gesellschaft (Hörfunk), beschäftigt war. 1978 bis 1980 war Hermann Leiter der Pressestelle der CDU-Landtagsfraktion in Stuttgart.
Von 1980 bis 1988 leitete Hermann die Abteilung Unterhaltung-Magazine beim Südwestfunk in Baden-Baden (Hörfunk). Die drei darauffolgenden Jahre war er mit Sitz in Peking Korrespondent der Schwäbischen Zeitung und der Rheinpfalz und freier Mitarbeiter beim ZDF und verschiedenen Rundfunkanstalten der ARD; 1992–1994 war er in Peking als ARD-Hörfunkkorrespondent für die VR China, Hongkong, Macau und die Volksrepublik Mongolei, beschäftigt.
In den Jahren 1994 bis 1998 war Hermann Leiter der Hauptabteilung Intendanz des Südwestfunks in Baden-Baden. 1998 bis 2012 arbeitete er als Hörfunkdirektor des Südwestrundfunks (SWR) und war Gesamtleiter der Schwetzinger SWR Festspiele. Zweimal war er Vorsitzender der ARD-Hörfunkkommission. Er war Vorsitzender des Vorstands der Heinrich Strobel Stiftung des SWR und ist Träger der Ehrenmedaillen der Städte Donaueschingen und Schwetzingen. Hermann war Stipendiat des Instituts zur Förderung publizistischen Nachwuchses e. V. und bis 2010 Vorsitzender des Aufsichtsrats. Er war Mitglied in der publizistischen Kommission der deutschen Bischofskonferenz, in der Jury des Deutschen Radiopreises und der Jury des Erich Fromm Preises. 
Seit 2013 arbeitet er ehrenamtlich im Vorstand des Fördervereins des Hospizes Kafarnaum in Baden-Baden, dessen Vorsitzender er seit 2021 ist.